# 弗拉基米尔·维克托罗维奇·帕夫洛夫
弗拉基米尔·维克托罗维奇·帕夫洛夫（羅馬化：Vladimir Viktotovich Pavlov；1976年6月1日—）是俄罗斯政治人物，第八届国家杜马代表。
1998年，他开始在大型工业企业工作。他还曾担任车里雅宾斯克州立法议会代表的助理。2011年至2012年，帕夫洛夫担任车里雅宾斯克州工业和矿产资源部部长。2017年被任命为高等经济学院讲师。2020年至2021年，他担任第七届车里雅宾斯克州立法议会代表。2021年9月起，他担任第八届国家杜马代表。